# The Lonely Hearts Killers
The Lonely Hearts Killers (Alleluia) è un film del 2014 diretto da Fabrice Du Welz.
È liberamente ispirato alla vicenda dei serial killer Raymond Fernandez e Martha Beck.

## Trama
Gloria, madre single e lavoratrice in un obitorio, vive in un piccolo appartamento con la figlia. Dopo mesi di riluttanza, si iscrive a un servizio di appuntamenti online su consiglio di un'amica. Il primo appuntamento di Gloria con l'affascinante venditore di scarpe Michel va bene e quella notte fanno sesso nel suo appartamento.
Qualche tempo dopo, Michel è diventato un punto fisso nella vita di Gloria e va d'accordo con sua figlia. Gloria accetta di prestargli dei soldi per un'emergenza di lavoro, ma ha un tuffo al cuore dopo che lui scompare coi soldi. Lo ritrova in una discoteca che flirta con altre donne e gli chiede spiegazioni. Michael la porta a casa, dove Gloria trova le foto delle sue precedenti "vittime", lei inclusa: Michel le spiega di essere stato abusato sessualmente da sua madre e quindi ora usa la sua sessualità per truffare le donne come vendetta. Gloria brama il senso del pericolo di questo suo stile di vita itinerante e accetta di diventarne complice, lasciando sua figlia con la sua amica.
Michel sposa Marguerite, la sua nuova vittima, mentre Gloria finge di essere la sorella appena divorziata. I tre convivono per un po', ma Gloria diventa sempre più gelosa. Dopo che Michel rifiuta le sue avances, sostenendo che il rischio di essere scoperti è troppo alto, Gloria lo vede mentre si fa fare una fellatio da Marguerite, e la uccide in un impeto di rabbia. 
Dopo che Gloria uccide un'altra delle vittime di Michel, avendoli visti fare sesso, quest'ultimo le promette di non entrare più intimità con le sue vittime, a patto che lei fermi gli omicidi. La prossima vittima di Michel, la madre single Solange, si confida con Gloria, rivelandole però di essere incinta del bambino di Michel. Furiosa, Gloria costringe Michel a ucciderla. La figlia di Solange vede tutto e scappa. Gloria tenta di uccidere anche lei, ma Michel la ferma. Gloria lo annega allora in un lago vicino, poi chiama sua figlia e le dice di volerle bene.

## Distribuzione
Il film è stato presentato in anteprima il 22 maggio 2014 alla Quinzaine des Réalisateurs del 67º Festival di Cannes, venendo distribuito nelle sale cinematografiche belghe e francesi a partire rispettivamente dal 12 e 14 novembre dello stesso anno. In Italia, è stato distribuito direttamente in home video dal 23 settembre 2021 da Koch Media sotto l'etichetta Midnight Factory.

## Riconoscimenti
- 2016 - Premio Magritte
  - Migliore fotografia a Manuel Dacosse
  - Miglior montaggio ad Anne-Laure Guégan
  - Migliore scenografia a Manu de Meulemeester
  - Miglior sonoro a Emmanuel de Boissieu, Ludovic Van Pachterbeke, e Frédéric Meert
  - Candidatura per il miglior regista a Fabrice Du Welz
  - Candidatura per la migliore attrice non protagonista a Helena Noguerra
  - Candidatura per la migliore sceneggiatura originale o adattamento a Fabrice Du Welz e Vincent Tavier
  - Candidatura per la migliore colonna sonora a Vincent Cahay
- 2016 - Fangoria Chainsaw Awards
  - Candidatura per il miglior film straniero